# Rubí visszatér
A Rubí visszatér (eredeti cím: Rubí) 2020-as mexikói–amerikai telenovella, amelyet Leonardo Padrón alkotott. A főbb szerepekben Camila Sodi, José Ron, Rodrigo Guirao, Kimberly Dos Ramos és Ela Velden látható.
A sorozat a 2004-es Rubí, az elbűvölő szörnyeteg remake-je. Mexikóban 2020. június 15-én mutatta be a Las Estrellas, Amerikában az Univision mutatta be 2020 január 21-én. Magyarországon 2022. január 17-e és 2022. február 21-e között mutatta be a LifeTV.

## Cselekmény
Carla, a fiatal újságíró meggyőzi Rubít, –egy titokzatos nőt – hogy mesélje el élete történetét és azt, hogy miért él a külvilágtól távol. Megtudja, hogy Rubí szerény származású, ambiciózus nő volt, aki elhatározta, hogy lenyűgöző szépségét felhasználva elkerülje a szegénységet és hírnevet szerezzen magának.

## Szereplők
| Színész                  | Szereplő                            | Magyar hang        |
| ------------------------ | ----------------------------------- | ------------------ |
| Camila Sodi              | Rubí Perez Ochoa                    | Gyöngy Zsuzsa      |
| José Ron                 | Alejandro Cardenas                  | Varga Gábor        |
| Rodrigo Guirao           | Hector Ferrer Garza                 | Ágoston Péter      |
| Kimberly Dos Ramos       | Maribel de la Fuente                | Kereki Anna        |
| Ela Velden               | Carla Rangel / Fernanda Perez Ochoa | Csifó Dorina       |
| Valery Saís (gyerekként) | Carla Rangel / Fernanda Perez Ochoa | Hegedűs Johanna    |
| Tania Lizardo            | Cristina Perez Ochoa                | Czető Zsanett      |
| Marcus Ornellas          | Lucas Fuentes Morab                 | Bozsó Péter        |
| Lisardo                  | Arturo de la Fuente                 | Kárpáti Levente    |
| Alejandra Espinoza       | Sonia Aristimuno                    | Kiss Virág         |
| María Fernanda García    | Rosa Ortiz de la Fuente             | Virághalmy Judit   |
| Henry Zakka              | Boris                               | Kajtár Róbert      |
| Rubén Sanz               | Eduardo                             | Szatory Dávid      |
| Alfredo Gatica           | Loreto Mata                         | Seszták Szabolcs   |
| Giuseppe Gamba           | Napoleon                            | Seder Gábor        |
| Antonio Fortier          | Cayetano Gómez                      | Orbán Gábor        |
| Paola Toyos              | Queca Gallardo                      | Kisfalvi Krisztina |
| Mayrín Villanueva        | Refugio Ochoa de Perez              | Kocsis Judit       |
| Gerardo Murguía          | Dr. Mandieta                        | Rosta Sándor       |

## Évados áttekintés
| Évad | Évad | Epizód | Mexikói sugárzás | Mexikói sugárzás | Mexikói adó | Amerikai sugárzás | Amerikai sugárzás | Amerikai adó | Magyar sugárzás  | Magyar sugárzás   | Magyar adó |
| Évad | Évad | Epizód | Évadpremier      | Évadfinálé       | Mexikói adó | Évadpremier       | Évadfinálé        | Amerikai adó | Évadpremier      | Évadfinálé        | Magyar adó |
| ---- | ---- | ------ | ---------------- | ---------------- | ----------- | ----------------- | ----------------- | ------------ | ---------------- | ----------------- | ---------- |
|      | 1    | 26     | 2020. június 15. | 2020. július 21. |             | 2020. január 21.  | 2020. február 27. |              | 2022. január 17. | 2022. február 21. |            |

## A sorozat készítése
2019 júliusában a W Studios és a Televisa megkezdte a 2004-es Rubí, az elbűvölő szörnyeteg remakejének a készítését. A forgatása 2019. július 20-án kezdődött és 2019. október elején fejeződött be Madridban. A sorozat főcímdalát Camila Sodi énekli.